# ラファエル・ドゥダメル
ラファエル・エドガル・ドゥダメル・オチョア（Rafael Edgar Dudamel Ochoa、1973年1月7日 - ）は、ベネズエラ・ララ州バルキシメト出身の元同国代表サッカー選手。現サッカー指導者。

## 現役時代
1989年に16歳でプロデビュー。当時南米最弱と酷評されていたベネズエラのサッカー界においては、1990年代後半にデビューしたフアン・アランゴと並んで数少ないワールドクラスの選手として活躍。コロンビアやアルゼンチンでもプレーし、GKながらフリーキックやコーナーキックも任された。デボルティーボ・カリ在籍時代にはコパ・リベルタドーレス準優勝も経験している。2005年には南アフリカでもプレー。2008年までプレーした後引退した。

## ベネズエラ代表
1993年にベネズエラ代表に招集され、ジルベルト・アンヘルッチとポジションを争った。1996年10月の1998 FIFAワールドカップ南米予選のアルゼンチン戦では、フリーキックからゴールも決めた。

## 監督歴
2010年からベネズエラ・プリメーラ・ディビシオンのチームの監督やユース世代の代表監督を務め、2016年4月に2018 FIFAワールドカップ南米予選で1分5敗と出遅れ、解任されたノエル・サンビセンテの後任としてベネズエラ代表の監督に就任。2016年6月のコパ・アメリカ・センテナリオでは、同国代表を決勝トーナメントに導いた。更に2017 FIFA U-20ワールドカップでは、これまでのFIFA主催の国際大会に置けるベネズエラ代表の最高順位となる準優勝に導き、コパ・アメリカ2019でも決勝トーナメントに進出。同国代表監督として最多勝監督となった。
2020年1月2日、ベネズエラサッカー連盟との関係悪化と同国大統領ニコラス・マドゥロら政府関係者からの政治介入に嫌気が差した形でベネズエラ代表監督を辞任し、ブラジルのアトレチコ・ミネイロの監督に就任。しかし、コパ・スダメリカーナなどで結果を残せず、3月1日に2ヶ月あまりで解任。ちなみに後任はドゥダメル辞任後の後任としてベネズエラ代表監督の候補に挙がっていたホルヘ・サンパオリだった。以降は南米各国のクラブチームを指揮。2021年にはデポルティーボ・カリをリーグ優勝に導いた。